# Инувик (регија)
Инувик (регија) (енгл. Inuvik Region, (Beaufort Delta Region)) је један од пет административних региона на северозападним територијама Канаде. Према општинским пословима и питањима заједница регион се састоји од осам заједница са регионалном канцеларијом која се налази у Инувику. Већина заједница се налази у области Бофоровог мора и мешавина су Инуита (Инувиалуит) и Првих нација (углавном Гвичина).
Раније је постојао и одсек за попис становништва који је одредио Статистички завод Канаде под називом „Инувик Регион, северозападне територије”, који је укинут канадским пописом из 2011. године. Територијални обим ове пописне поделе био је нешто већи од истоименог административног региона.

## Заједнице административног региона
Административни ентитет регије Инувик обухвата следеће заједнице:
| Заједнице      | Заједнице      | Заједнице        | Демографија (2016) | Демографија (2016)               | Демографија (2016)               | Демографија (2016)               | Демографија (2016)               |
| Име            | Име            | Врста            | (2016)             | Профил абориџинског становништва | Профил абориџинског становништва | Профил абориџинског становништва | Профил абориџинског становништва |
| Званично       | Традиционално  | Врста            | Укупно             | Први народи                      | Метиси                           | Инуит                            | Остали                           |
| -------------- | -------------- | ---------------- | ------------------ | -------------------------------- | -------------------------------- | -------------------------------- | -------------------------------- |
| Аклавик        | Akłarvik       | Насеље           | 590                | 220                              | 20                               | 375                              | 160                              |
| Форт Мекферсон | Teetł'it Zheh  | Насеље           | 700                | 625                              | 25                               | 75                               | 95                               |
| Инувик         | Inuuvik        | Варош            | 3.243              | 880                              | 80                               | 1.460                            | 1.375                            |
| Паулатук       | Paulatuuq      | Насеље           | 265                | 0                                | 0                                | 215                              | 55                               |
| Сакс Харбор    | Ikaahuk        | Насеље           | 103                | 10                               | 0                                | 90                               | 35                               |
| Тсигечик       | Tsiigehtshik   | Правна заједница | 172                | 135                              | 0                                | 35                               | 50                               |
| Туктојактук    | Tuktuujaqrtuuq | Насеље           | 898                | 70                               | 0                                | 795                              | 175                              |
| Улукхакток     | Ulukhaqtuuq    | Насеље           | 396                | 0                                | 0                                | 370                              | 40                               |